# خانماباد (کرمانشاه)
خانم آباد (کرمانشاه)، روستایی از توابع بخش مرکزی شهرستان کرمانشاه در استان کرمانشاه ایران است. این روستا از نظر موقعیت جغرافیایی در فاصله سی کیلومتری شهر کرمانشاه و بیست و پنج کیلومتری شهرستان کامیاران استان کردستان در دو طرف جاده سنندج-کرمانشاه واقع شده است. قدمت روستای خانم آباد بیش از ۶۰۰ سال می‌باشد. کوه کمرکبود در شرق روستا با ارتفاع حدود سه هزار متر در ادامه رشته کوه بیستون و کوه پراوو قرار دارد. این کوه دارای مراتع سرسبز جنگل‌های بلوط، زالزالک، آلبالوی وحشی، ارژن و دره‌های زبیا است. در بهار افرادی زیادی برای تفرج و جمع‌آوری گیاهان خوراکی و خوشبو کوهی مانند آویشن وحشی به کوه کمرکبود سر می‌زنند. این کوه و مراتع اطراف قبل از انقلاب اسلامی منطقه حفاظت شده بود که حیواناتی مانند کل، بز، قوچ، میش، خرس، پلنگ، روباه، گرگ، کفتار، شغال، عقاب،شاهین، کرکس، خرگوش، جوجه تیغی، مار و سوسمار در آن به وفور دیده می‌شدند.چراگاهای متنوع این کوه در فصل بهار و تابستان میزبان گله‌های عشایر و مردم محلی است.
این روستا دارای خانه بهداشت, پست بانک, مسجد, پایگاه بسیج و مدارس ابتدایی، راهنمایی و متوسطه و نانوایی می‌باشد . خیابان‌ها و کوچه‌ها سنگ فرش شده و تمیز و مرتب می‌باشند. تمامی این امکانات با تلاش و پیگیری بزرگان و اعضای شورای روستا مانند آقای بهروز شیری و آقای علی عسگر خلفی در دوران سازندگی محقق شده است.
در دو طرف جاده روستا و اطراف آن زنان و مردان و کودکانشان مشغول کشاورزی و عمدتا سبزی کاری هستند. بهترین سبزی کشور را می‌توانید از روستای خانم آباد تهیه کنید. سبزی‌ها برای فروش به شهرها و شهرستانهای اطراف از جمله کرمانشاه, ایلام, کردستان, پاوه, جوانرود, سرپل ذهاب, کرند, روانسر و کامیاران فرستاده می شود .
این روستا در دهستان میان‌دربند قرار دارد و براساس سرشماری مرکز آمار ایران در سال ۱۳۸۵، جمعیت آن ۶۰۴ نفر (۱۴۰خانوار) بوده‌ است.